# Bembecia scopigera
Bembecia scopigera este o specie de molie din familia Sesiidae. Se găsește din centrul Spaniei în cea mai mare parte a sud-vestului și centrul Europei, în Balcani, Grecia, sudul Rusiei și Ucrainei către Turcia.